# Віа Портуенсіс
Віа Портуенсіс (лат. Via Portuensis - Портова дорога) — римська дорога, що вела з Риму до порту Портус (лат. Portus), збудованого в гирлі Тибру в 42 році н.е. за правління імператора Клавдія.
Дорога мала довжину 24 км. Вона починалась біля мосту Емілія та йшла через ворота Порта Портезе через південно-західну частину Риму до меж міста, і далі по порту.
Через велику інтенсивність руху була реконструйована у дві паралельні дороги - одна для руху з Риму, інша - в протилежному напрямку. Вважається першою у світі дорогою з двостороннім рухом.